# Calendrier cosmique
Le calendrier cosmique est un calendrier inventé par l'astronome américain Carl Sagan afin de ramener à l'échelle humaine, sur une année, l'histoire de l'Univers, du Big Bang à aujourd'hui.

## Description
Dans le premier épisode de la série Cosmos, Carl Sagan ramène l'histoire entière de l'Univers dans un calendrier d'un an. Il place ainsi la naissance de l'Univers à la première seconde le premier janvier de l'année et le temps présent à minuit le 31 décembre. Par la suite, il note les « dates » de certains événements dans l'histoire de l'Univers, événements clés, selon les connaissances actuelles, à l'apparition de l'être humain sur la Terre.
Dans ce calendrier, chaque seconde équivaut à environ 435 ans, ce qui fait environ 37,5 millions d'années par jour pour un total de 13,7 milliards d'années pour l'année.

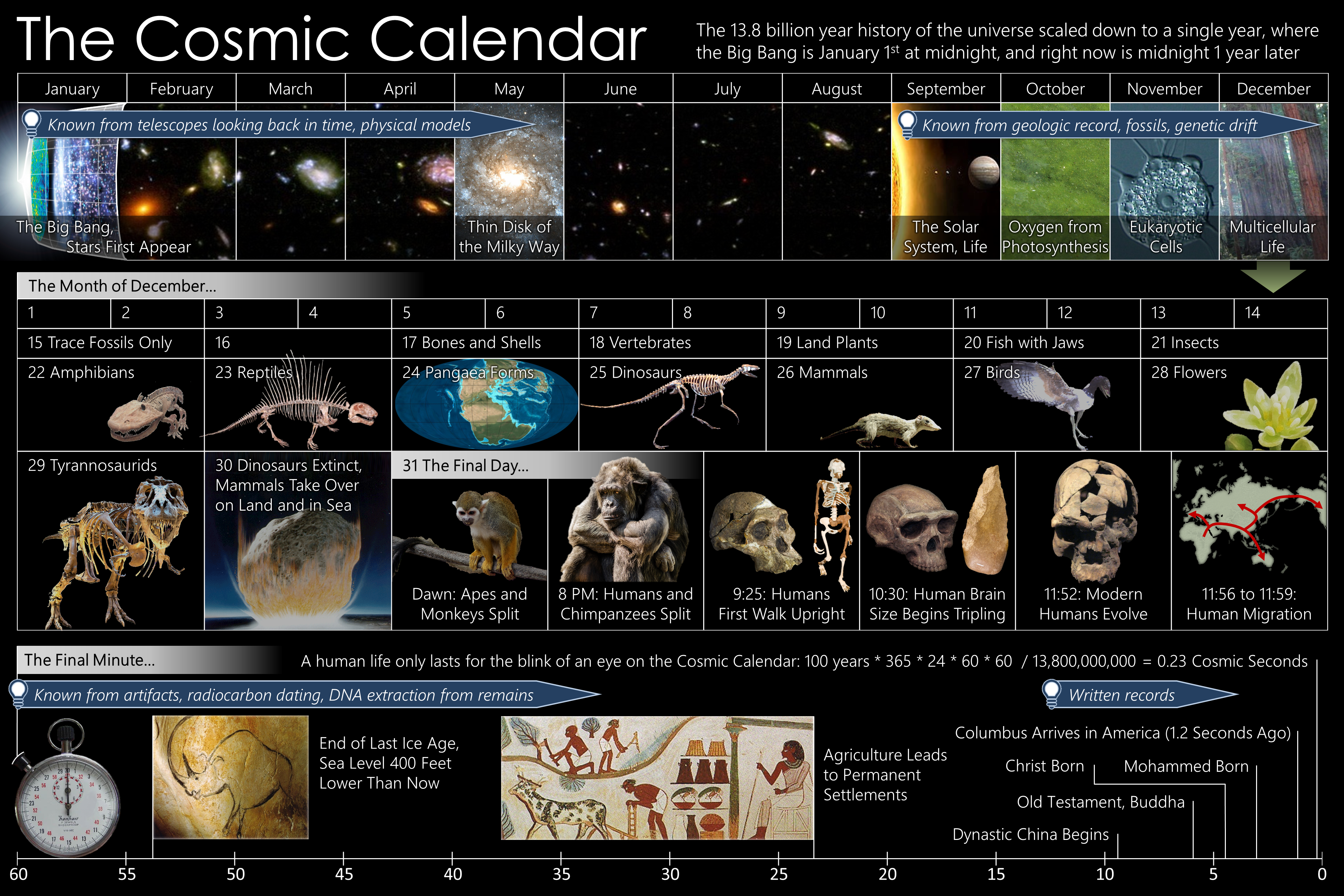
Calendrier tiré des concepts avancés par Sagan. 13,8 milliards d'années sont ramenées à une seule année. Le Big Bang survient le 1 janvier à, alors que nous sommes le 31 décembre à minuit.

### Janvier à novembre
- 1er janvier : Big Bang.
- 19 janvier : Formation des premières étoiles et galaxies[2].
- 6 mai : formation de la Voie lactée[2].
- 31 août : formation du Soleil.
- 1er septembre : formation du système solaire[2].
- 14 septembre : formation de la Terre.
- 22 septembre : origines de la vie sur Terre[2].
- 2 octobre : formation des plus vieilles roches connues sur Terre[3].
- 9 octobre : fossilisation des plus vieux organismes vivants.
- 1er novembre : apparition du sexe dans les microorganismes.
- 9 novembre : premières cellules de type eucaryotes (à noyaux)[2].

### Décembre
Décembre est tel un calendrier de l'Avent, toujours décomptant à rebours mais de manière « accélérée » à partir de ce mois :
- 1er : formation d'une atmosphère terrestre dotée de dioxygène ;
- 15 : explosion du Cambrien ;
- 17 : premiers invertébrés ;
- 18 : plancton océanique et trilobites[3] ;
- 19 : poissons et premiers vertébrés ;
- 20 : premières plantes sur la terre ferme ;
- 21 : envahissement de la terre ferme par les plantes, au Silurien ;
- 22 : premiers amphibiens et insectes volants ;
- 23 : premiers arbres et reptiles
- 25 : apparition des dinosaures
- 26 : premiers mammifères
- 27 : premiers oiseaux
- 28 : début du Crétacé
- 30 : fin du Crétacé, disparition des dinosaures

### 31 décembre
- 12 h : apparition des cétacés et des primates[3]
- 18 h : apparition des mammifères géants[3]
- 21 h : apparition de l'australopithèque
- 23 h 50 : domestication du feu
- 23 h 56 : apparition de l'Homo sapiens[3]
- 23 h 58 : apparition de l'homme de Cro-Magnon et peuplement des Amériques[3]

### Dernière minute avant minuit
- 35 s : invention de l'agriculture
- 51 s : invention de l'alphabet[3]
- 53 s : naissance de Moïse
- 55 s : naissance du Bouddha
- 56 s : naissance de Jésus de Nazareth
- 57 s : naissance de Mahomet
- 58 s : croisades
- 59 s : période de la Renaissance

### Minuit
Aujourd'hui.